# Škofji Dvor, Štalenska gora
Škofji Dvor (nemško Pischeldorf) je naselje v občini Štalenska gora v okraju Celovec-dežela na Koroškem v Avstriji.

## Geografska umeščenost v prostor
Škofji Dvor se nahaja ob glavni cesti med Celovcem in Mostičem vzhodno od Šenttomaža in v bližini gradu Frajnberk ob Krki na severnem robu osrednjega Celovškega polja. 

## Poimenovanje
Pavel Zdovc je zapisal rabo krajevnega imena kot sledi: Škofji Dvor pri Celovcu; v Škofjem dvoru, v Škofji Dvor, iz škofjega Dvora, škofjedvorski; Škofjedvorska cesta; Škofjedvorčani, občini Štalenska gora in Pokrče, pošta 9064 Štalenska gora.

## Cerkvena ureditev
Škofji Dvor pripada dvojezični dekaniji Tinje, ki je bila do leta 1938 slovenska (razen Otmanj, ki so bile dvojezične, nemško-slovenske) ter je sedaj uradno dvojezična, medtem ko je župnija Timenica, kateri pripada Škofji Dvor, uradno le še nemška. 

## Zgodovina
V zadnjih 150 letih je vas ob cesti, ki je bila v začetku 19. stoletja še nepomembna, dobila številne nadlokalne objekte in s tem potisnila stari bližnji gosposki sedež Frajnberk v ozadje. Tako je še pred 100 leti v Celovcu bila poimenovana severovzhodna izhodna cesta po Frajnberku (Frajnberška cesta, nem. Freudenberer Straße) in je bila šele pozneje preimenovana v Škofjedvorska cesta (nem. Pischeldorfer Straße).
Samo ime Škofji Dvor vas kaže na to, da je nekoč bila v lasti škofa, verjetno salzburškega nadškofa. O škofovski lastnini v vasi, ki je bila prvič omenjena v listini leta 1256, ni nobenega zspisanefa dokaza, obstajajo pa dokazi o salzburških pravicah do desetine.
Ker skoraj ni srednjeveških virov, ostaja veliko nejasnega. Od 17. stoletja je bil Škofji Dvor v popolni lasti gospode Frajnberk. Očitno pa je to sekundarni status, saj so bile v 15. in 16. stoletju v Škofjem Dvoru zastopane tudi drugi gospode - na primer Cistercijanska opatija Vetrinj ter gospoda Timenica v Karlsberg. 

### Koseške dajatve
Vendar so slednji v bistvu prejeli le dajatve za sodnega izvršitelja (nekaj kokoši in jajc), ki so tod značilne za koseška posestva. 
Takšne koseške dajatve so plačale Koziakova huba (danes p.d. Susl), huba Wohlgemuth (danes del posestva Wieser) ter Sternadova huba v Beli. 
Ker je Škofji Dvor nekoč bil tudi imel svoj sodni okraj (nem. Burgfried), je dokaj verjetno, da je Škoji Dvor v osnovi koseškega izvora, ki ga je v sodobnem času skupaj s sodnim okrožjem pogoltnilo posestvo Frajnberk.

### Škofji Dvor v 19. stoletju
Že na začetku 19. stoletja je bil Škofji Dvor bil bolj industrializiran kot drugi kraji v okolici. V obrtniškem naselju na otoku  v Krki so bili grajski mlin, kovačnica in žaga, v sami vasi pa trgovina z živili in dve gostilni. Stavbna struktura, v kateri so okoli leta 1830 še vedno prevladovale lesene stavbe, se je od takrat korenito spremenila. Poleg posestva p.d. Rudnigger (stara gostilna „Burgfried“ na meji sodnega okraja), so bile vse nepremičnine radikalno predelane.

### Družina Wieser
Za to je zaslužna predvsem družina Wieser, ki v Škofjem Dvoru živi že pet generacij. Thomas Wieser, doma iz Sifllitza v zgornji dolini Drave, je prišel v Škofji Dvor okoli leta 1848 kot najemnik mlina in leta 1859 kupil majhno posestvo p.d. Kramer ali Rauschele leta 1859 in od leta 1873 opravljal funkcijo cesarskega in kraljevega poštnega upravitelja.
Leta 1887 ga je nasledil sin Anton Wieser, ki je kmalu izvedel obsežna gradbena dela, leta 1896 kupil gostilno in »Wohlgemuthrealität«, gostilno spremenil v nekdanjo »Kramerrealität« in ji dal hišno ime „Wieser“.
Nazadnje je leta 1898 skupaj z Valentinom Leitgebom iz Sinče vasi kupil podjetje (nem. Gewerkschaft) Frajnberk, vključno s posestvom Ovčjak, in tako v desetletju postal zemljiški veleposestnik.  Gospodarska osnova za to hitro širitev je bila spretna kombinacija različnih poklicev (kmetovanje, trgovina z živili, poštar, gostilničar in nazadnje pek).
Družbeni vzpon posestnika Wieserja je zapisan v zgodovinskem prizoru tik po koroškem plebiscitu leta 1920. Takrat je taisti Wieser ob zahvalni maši na kardinalovem trgu v Celovcu 24. oktobra 1920 skupaj s »vindišarskim«  (sic«) Jakobom Lutschouinigom, županom Žihpolj in članom provizoričnega avstrijskega narodnega sveta 1918/19 ter nemško-nacionalnem državnem poslancem (nem. Reichstagsabgeordneter), držal dvojni prijateljski vrč ter iz njega pil. 

### Industriallizacija
Vzpon Škofjega dvora je bil tesno povezan z jeklarno Frajnberk na drugem bregu reke Krke, ki so jo odprli leta 1854 in katere številna delovna sila je podjetjem v Škofjem Dvoru prinašala številne stranke. Po njenem zaprtju je bila na desnem bregu Krke zgrajena tovarna lesenega blaga. Leta 1914 so bile v Škofjem Dvoru štiri splošne trgovine, dve gostilni, dve žagi, dva krojača in dva čevljarja ter mlinar, pek, sodar, kovač, sedlar, vitez in poštar - skupaj 19 obrtnih dovoljenj.
Ko je gradnja tovarne klora v Mostiču leta 1907 povzročila prihod številnih tujih delavcev, je občina Šenttomaž zahtevala ustanovitev žandarmerijske postaje v Škofjem Dvoru. Tej prošnji sprva ni bilo ugodeno. Ko pa je v letih 1909-1912 v tovarni lesnih izdelkov Frick v Škofjem Dvoru večkrat prišlo do stavk in nemirov, je bila 1. marca 1913 ustanovljena nova postojanka. Že leta 1913 je njeno območje obsegalo občini Otmanje in Šenttomaž pri Celovcu ter dele občine Pokrče. Kmalu je bila nastanjena v hiši št. 13, leta 1939 pa se je preselila v hišo št. 1 v lasti družine Wieser, ki jo je leta 1969 nadomestila novogradnja.

### Demarkacijska meja za časa koroškega plebiscita
Za časa koroškega plebiscita je severni del Škofjiega dvora pripadal zoni B, medtem ko je južno od Krke  bila plebiscitna cona A. Cona A je veljala za pretežno slovensko, medtem ko je cona B veljala za dvojezično. Na to spominja spominska plošča na mostu čez Krko v Škofjem Dvoru.

### Novejša državna infrastruktura
Pošta in žandarmerijska postojanka sta pomenili, da je bil Škofji Dvor poleg Štalenske gore edini kraj v občini, ki je bil znan tudi zunaj lokalnega območja.
1. julija 2005 je postajališče žandarmerije v Škofjem Dvoru postalo policijska postaja v okviru združitve dveh avstrijskih organov pregona. Ta je bila zaprta maja 2014 Od takrat sta za tržno občino Štalenska gora pristojni dve zunanji policijski postaji. Policijska postaja Gospa Sveta pokriva območje od Timenice do Štalenske gore, medtem ko je policijska postaja Grabštanj pristojna za večji južni del občine.
Poštni urad v Škofjem Dvoru je bil zaprt že avgusta 2012. Vendar lokalna maloprodajna trgovina še naprej ponuja vse poštne storitve na kraju samem z obsežnim delovnim časom.
Zaradi zaprtja objektov javne infrastrukture in tradicionalne gostilne Wieser se je pomen Škofjega Dvora kot osrednjega kraja precej zmanjšal. To se je nadomestilo z razvojem poslovnega parka s številnimi podjetji, predvsem s področja gradbeništva in pomožnih dejavnosti.
V zadnjih 150 letih je bilo prebivalstvo Škofjega Dvora močno odvisno od razmer časa. Dokler je valjarna cvetela, je imela vas več kot 220 prebivalcev, od leta 1890 do gospodarske krize v tridesetih letih 20. stoletja pa je izgubila skoraj tretjino prebivalstva (1934: 146 prebivalcev). Po vojni se je število prebivalcev močno povečalo (1951: 242 prebivalcev) zaradi številnih ljudi, ki som imenli bombardirane domove ter beguncev v začasnih domovih. Od devetdesetih let prejšnjega stoletja se je v kraju začelo veliko graditi. V 30 letih se je število prebivalcev povečalo za 270 odstotkov. 81991: 209 prebivalcev, 2023: 565 prebivalcev).

## Narečje
Nemščina je prisotna v obliki osrednje-koroškega nemškega narečja.
Zgodovinsko domače slovensko narečje je bila poljanščina Celovškega polja, kot je bilo zapisano v sosednji vasi Zapuže v doktorski disertaciji Katje Sturm-Schnabl leta 1973 ter terminološko opredeljeno kot takšno šele v okviru znanstveno raziskovalnega dela Bojana-Ilije Schnabla ob pripravah za Enciklopedije slovenske kulturne zgodovine na Koroškem (2010 oz.  2016). O postopni germanizaciji področja je zapisano pričevanje duhovnika Pavla Zablatnika v Enciklopediji slovenske kulturne zgodovine na Koroškem  za časa njegovega delovanja v sosednji župniji Otmanje med letoma 1971 in 1962. Zapisano je: »V pogovoru z avtorjem o njegovem delu v župniji Otmanje, ki je bila edina župnija v dekaniji Tinje, ki je bila v medvojnem obdobju vodena dvojezično v nemščini in slovenščini (druge so bile slovenske), po vojni pa je bila vodena v nemščini, je poročal, da so se mu starejše ženske v župniji pod varstvom zaupnosti spovedovale v slovenščini. Tudi to je izjemen pokazatelj jezikovno-sociološkega razvoja slovenščine v župniji in v politični občini Štalenska gora.« 

## Ledinska imena
Ledinska imena so bila na osnovi občinske zgodovine  občinski Štalenske gore Wilhelma Wadla znanstveno obdelana za celotno Celovško polje v okviru znanstveno raziskovanega dela Enciklopedije slovenske kulturne zgodovine na Koroškem od Bojana-Ilija Schnabla.  Važen uradni vir predstavlja tudi Franciscejski kataster, ki so objavljeni na spletu dežele Koroške. Zgodovinski fonetski zapisi predstavljajo slovensko narečno obliko, v kolikor so le-to uradniki češkega porekla razumeli. 
V Škofjem Dvoru so zapisana sledeča ledinska imena:
- Pischeldorf (Škofji Dvor)[19]) (sever)
- Freudenberg (Frajnberk)[20]) (severo-vzhod)
- Hrasling (?) (Hrasling)[21]) (vzhod)
- na Hrasling (?) (Na Hraslingu)[22]) (vzhod)
- Gmajna (Gmajna)[23]) (jugo-vzhod)
- Pettran (Petran)[24]) (jug)
- Nad Hamrom (Nad hamrom)[25]) (jug)
- Vellacher Feld (Belsko polje)[26]) (zahod)
- Vellach (Bela)[27]) (severo-zahod).[28]

## Hišna imena
Wadl navaja sledeča hišna imena:
- p.d. Koziak (> nem. Kosiak, Kosiakhube);
- p.d. Kramer (> nem. Kramer);
- p.d. Rauschele (> nem. Rauschele);
- p.d. Rudnikar (<nem. Rudnigger);
- p.d. Susl (> nem. Susl).[29][30][31]

## Slovensko kulturno življenje
Začetek 20. stoletja je bil Škofji Dvor (enako kot sosednje Zgornje Goriče) zajet v kulturno življenje Slovenskega prosvetnega društva »Edinost Št. Tomaž«, ki je bilo ustanovljeno leta 1910 ter »Hranilnice in posojilnice Št. Tomaž«, ki je bila ustanovljena leta 1912/13 v Šenttomaža pri Celovcu. 